# Sonerila lanceolata
Sonerila lanceolata är en tvåhjärtbladig växtart som beskrevs av George Henry Kendrick Thwaites. Sonerila lanceolata ingår i släktet Sonerila och familjen Melastomataceae. Inga underarter finns listade i Catalogue of Life.